# Большеяниковское сельское поселение
Большея́никовское се́льское поселе́ние (чув. Пысăк Енккаси ял тӑрӑхӗ) — муниципальное образование в составе Урмарского района Чувашской Республики. В поселение входят 4 населённых пункта. Население — 1807 человеков, число хозяйств 857.
Главой поселения является Александрова Любовь Алексеевна.

## География
Северная граница начинается от места пересечения границ Цивильского муниципального района, Бишевского и Большеяниковского сельских поселений и проходит в восточном направлении вдоль лесополосы по юго-западной границе сельскохозяйственной артели «Колхоз „Слава“, затем поворачивает на юго-восток, доходит до Караксирминской плотины, проходит по плотине в северо-восточном направлении, в том же направлении идет по течению р. Средний Аниш, пересекает автомобильную дорогу „Аниш“, по течению р. Средний Аниш доходит до места пересечения границ Бишевского, Большеяниковского и Шихабыловского сельских поселений.
Восточная граница начинается от места пересечения границ Бишевского, Шихабыловского и Козловского района и идет в южном направлении по восточной границе общества с ограниченной ответственностью „Яниковское“, пересекая автомобильную дорогу „Аниш“ и доходит до места пересечения Большеяниковского, Большечакинского и Шихабыловского сельских поселений.
Южная граница начинается от места пересечения Большеяниковского, Большечакинского и Шихабыловского сельских поселений и в западном направлении идет вдоль лесополосы по юго-восточной границе земель общества с ограниченной ответственностью „Яниковское“, пересекая автомобильную дорогу „Аниш“ — Урмары — Шоркистры» поворачивает на юг, проходит вдоль лесополосы по южной границе земель общества с ограниченной ответственностью «Яниковское» до р. Чеснерка. Поворачивает на запад идет по южной границе земель общества с ограниченной ответственностью «Яниковское», огибая деревню Малое Яниково с северной стороны, до р. Чеснерка, затем в юго-западном направлении против течения р. Чеснерка доходит до пруда около деревни Ичеснер-Атаево, поворачивает на запад, в северо-западном направлении проходит мимо карьера, доходит до северо-восточной границы лесного квартала 6 Шоркистринского лесничества Янтиковского лесхоза. Далее поворачивает на юг, проходит по восточной и южной границам лесного квартала 8 Шоркистринского лесничества Янтиковского лесхоза, в западном направлении проходит вдоль оврага и безымянных ручьев, доходит до места пересечения границ Большеяниковского и Шоркистринского сельских поселений и Канашского района.
Западная граница начинается от места пересечения границ Большеяниковского и Шоркистринского сельских поселений и Канашского района и идет в северном направлении по западной границе земель сельскохозяйственного производственного кооператива «Орнарский» до места пересечения границ Канашского, Урмарского и Цивильского муниципальных районов, пересекая р. Средний Аниш. От места пересечения границ Канашского, Урмарского и Цивильского районов граница района проходит по северо-западной границе земель сельскохозяйственного производственного кооператива «Орнарский» в северо-восточном направлении до места пересечения границ Цивильского муниципального района и Бишевского и Большеяниковского сельских поселений.

## Население
| 2010  | 2012  | 2013  | 2014  | 2015  | 2016  | 2017  |
| ----- | ----- | ----- | ----- | ----- | ----- | ----- |
| 1382  | ↘1376 | ↗1378 | ↘1354 | ↘1322 | ↘1294 | ↘1252 |
| 2018  | 2019  | 2020  | 2021  |       |       |       |
| ↘1245 | ↘1202 | ↘1185 | ↘1134 |       |       |       |

## Населённые пункты
На территории поселения находятся следующие населённые пункты:
| Название        | Тип населённого пункта    | Население |
| --------------- | ------------------------- | --------- |
| Большое Яниково | Центр сельского поселения | 567       |
| Карак-Сирмы     | Деревня                   | 389       |
| Саруй           | Деревня                   | 511       |
| Орнары          | Деревня                   | 340       |